# Louise af Geijerstam
Emelie Sophie Louise af Geijerstam, född 25 januari 1870 i Södertälje, Stockholms län, död 14 juni 1956 i Bo församling, Örebro län, var en svensk målare.
Hon var dotter till trafikchefen Carl Gustaf af Geijerstam av släkten af Geijerstam och Emelie Maria af Sandeberg. af Geijerstam studerade konst vid Frauenakademie i München samt i Italien. Separat ställde hon ut i Norrköping, Skövde, Borås och Stockholm. Hon medverkade i den Baltiska utställningen i Malmö 1914 och i utställningar med Föreningen Svenska Konstnärinnor. Bland af Geijerstams offentliga uppdrag märks altartavlan i Skärvs kyrka. Hennes konst består av porträtt, blomsterstilleben och stämningslandskap i olja. Vid sidan av sitt konstnärskap drev af Geijerstam en affärsrörelse i Norrköping och hade flera kommunala uppdrag. Hon var även socialt verksam inom Svenska Röda korset.